# 帝産富士交通

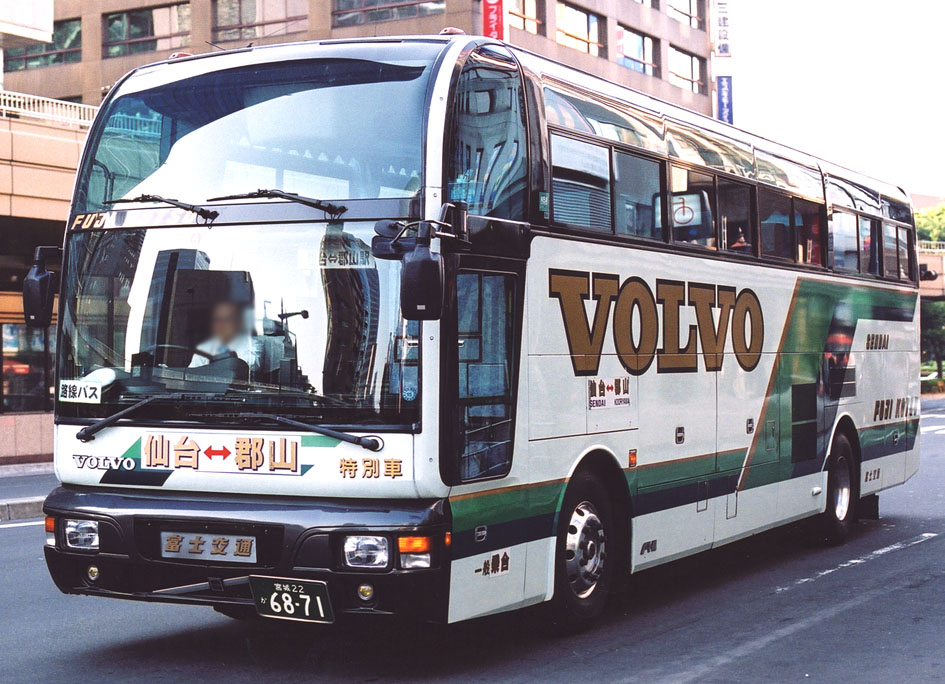
富士交通時代の高速バス車両（仙台 - 郡山線）

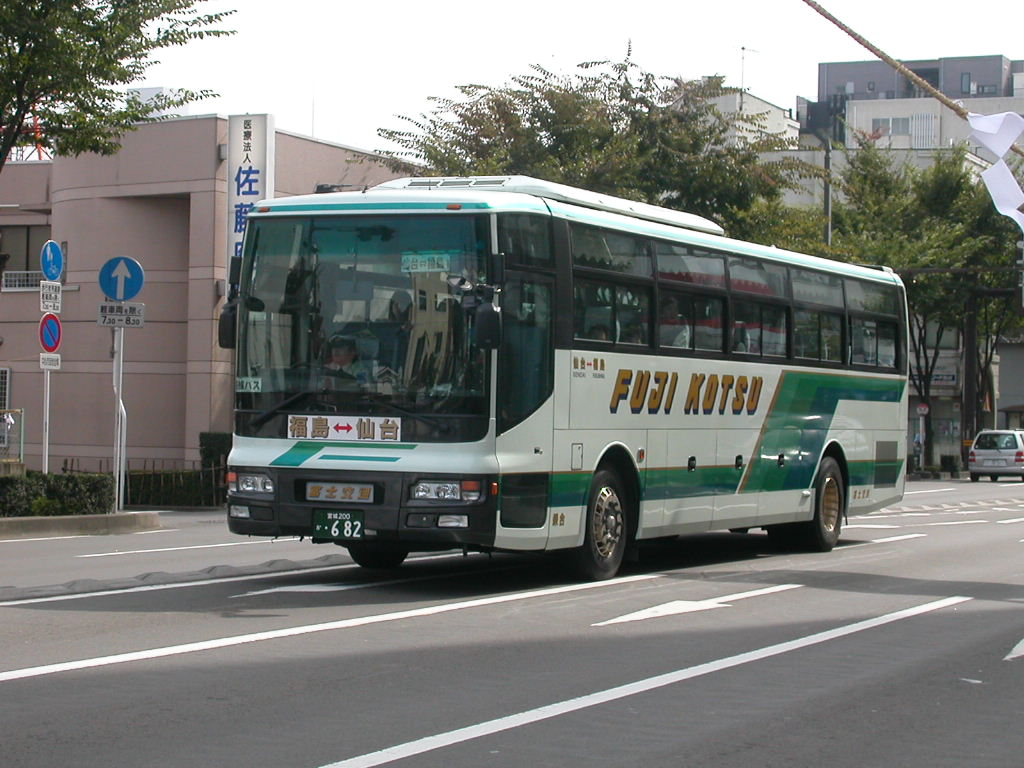
富士交通時代の高速バス車両（仙台 - 福島線）

帝産富士交通株式会社（ていさんふじこうつう）は、かつて宮城県仙台市に本社を置いていたバス会社である。旧商号は「富士交通株式会社」。2008年（平成20年）12月31日をもって事業を廃止した。

## 概要
観光貸切業務を中心としていたが、バス事業の規制緩和により、旧・富士交通が2002年（平成14年）に高速バス事業に参入、仙台 - 福島・郡山間の高速バスを運行（のち仙台 - 山形線も運行開始）していた。しかし既存の競合他社との競争激化などで業績が悪化したことから、2004年（平成16年）8月23日に民事再生法の適用を申請して経営破綻、破綻の一因となった高速バス事業から大幅撤退した。
その後は同業他社で帝産グループである「帝産観光バス仙台」と合併して「帝産富士交通」と社名変更した。合併後、旧・富士交通の車両は順次帝産グループ塗色に変更された。
また、自社系列の旅行会社「T&Fトラベル」のツアーバスとして、繁忙期を中心に東京方面へも運行していた。廃業時の路線は競馬開催日のみ運行の福島競馬場線のみであったが、長らく路線休止の状態であった。
民事再生法のもとで再生手続中であったが、2008年（平成20年）12月末で事業廃止することとなった。翌2009年（平成21年）1月から会社清算手続きに入り、事業譲渡先を探していた。従業員60人は全員解雇となった。

## 歴史

### 帝産観光バス仙台
- 1969年（昭和44年） - 帝産観光バス仙台支店から分離・独立して「帝産観光バス仙台」設立。

### 富士交通
- 1970年（昭和45年） - 創業。
- 1980年（昭和55年） - 設立。当初は貸切バス専業事業者であった。
- 2002年（平成14年）10月（初旬） - 乗合バス事業に参入、高速バス仙台 - 福島線、仙台 - 郡山線の運行開始[1]。
- 2003年（平成15年）5月14日 - 上記路線において、競合他社（3社）が富士交通に対してバスプール使用を認めないという私的独占の禁止及び公正取引の確保に関する法律（独占禁止法）違反被疑事件について、公正取引委員会による裁定が下る[6]。
- 2004年（平成16年）
  - 2月7日 - 高速バス仙台 - 山形線の運行開始。
  - 8月23日 - 仙台地裁に民事再生法の適用を申請[2]。
  - 11月9日 - 仙台 - 山形線の運行から撤退[2]。
- 2005年（平成17年）
  - 2月3日 - 仙台 - 山形線・仙台 - 福島線において、競合他社（3社）が富士交通に対して運賃値下げ・増便をカルテルによって行っているとする独占禁止法違反被疑事件について、公正取引委員会による裁定が下る[7]。
  - 3月9日 - 再生計画認可。
  - 4月1日 - 仙台駅・定禅寺通市役所 - フルキャストスタジアム宮城間シャトルバスの運行開始。仙台市営バス・宮城交通との共同運行であったが、2006年度限りで帝産富士交通は撤退。
  - 10月12日 - 仙台 - 福島線、仙台 - 郡山線の運行から撤退[1]。
- 2006年（平成18年）
  - 1月23日 - 帝産観光バス仙台と合併し「帝産富士交通」に社名変更。

### 帝産富士交通
- 2007年（平成19年）4月1日 - 仙台 - 福島競馬場線を休止。
- 2008年（平成20年）12月31日 - 事業廃止[4]。

## 主な路線
既存事業者との競争が行われた路線。
- 仙台 - 福島線
  - 仙台 - 福島競馬場線
- 仙台 - 郡山線
- 仙台 - 山形線

## スカイバス仙台
2007年と2008年の年末、「スカイバス仙台」として仙台市都心部を周遊する、2階建ての屋根なし観光バス（オープントップバス）を用いたパッケージツアーを運行した（貸切運行も行っていた）。JTB東北仙台支店内に置かれた「スカイバス仙台まちづくり実行委員会」が運営主体となり、JTB東北および日の丸リムジングループが特別協力し、バスの運行を帝産富士交通が担当した。
仙台駅に隣接するホテルメトロポリタン仙台に「スカイバスデスク」を置き、発着地とした。夜間の運行はSENDAI光のページェントを鑑賞する方法の1つであった。
2007年（平成19年）は、11月12日～12月11日が昼間コースのみ1日6便、SENDAI光のページェント期間中である12月12日～31日が昼間コース1日5便、夜間コース1日4便で運行した。
2008年（平成20年）は、SENDAI光のページェント期間中の12月12日～31日のみ運行し、昼間コースを1日3便に減便する一方、夜間コースを1日8便に倍増させた（23日は夜間コースの運行はなかった）。